# ماكسويل أندرسون
ماكسويل أندرسون (بالإنجليزية: Maxwell Anderson) (و. 1888 – 1959 م) هو كاتب سيناريو، وصحفي، وكاتب مسرحي، وكاتب، ومدرس، وشاعر أمريكي، وكان عضوًا في الأكاديمية الأمريكية للفنون والآداب، توفي في ستامفورد، عن عمر يناهز 71 عاماً، بسبب سكتة.

## التعليم
تعلم في جامعة داكوتا الشمالية، وجامعة ستانفورد.

## جوائز
حصل على جوائز منها:
- جائزة بوليتزر عن فئة الدراما
- الدكتوراة الفخرية من جامعة كولومبيا
- جائزة بوليتزر.

## وصلات خارجية
- ماكسويل أندرسون على موقع IMDb (الإنجليزية)
- ماكسويل أندرسون على موقع الموسوعة البريطانية (الإنجليزية)
- ماكسويل أندرسون على موقع ألو سيني (الفرنسية)
- ماكسويل أندرسون على موقع ميوزك برينز (الإنجليزية)
- ماكسويل أندرسون على موقع أول موفي (الإنجليزية)
- ماكسويل أندرسون على موقع قاعدة بيانات برودواي على الإنترنت (الإنجليزية)
- ماكسويل أندرسون على موقع قاعدة بيانات الأفلام السويدية (السويدية)
- ماكسويل أندرسون على موقع إن إن دي بي (الإنجليزية)
- ماكسويل أندرسون على موقع أول ميوزيك (الإنجليزية)
- ماكسويل أندرسون على موقع ديسكوغز (الإنجليزية)